# Kỳ thi năng lực tiếng Việt NLTV VNS
Kỳ thi năng lực tiếng Việt NLTV (tiếng Anh Vietnamese Language Proficiency Test) tổ chức bởi Khoa Việt Nam học, Đại học Khoa học xã hội và nhân văn - Đại học quốc gia thành phố Hồ Chí Minh (Viết tắt là VNS).

## Định dạng đề thi
| Phần thi | Hình thức thi                                                                 | Thời gian làm bài | Số điểm |
| -------- | ----------------------------------------------------------------------------- | ----------------- | ------- |
| Nghe     | 55 câu hỏi trắc nghiệm                                                        | 60 phút           | 10 điểm |
| Đọc      | 40 câu hỏi trắc nghiệm                                                        | 60 phút           | 10 điểm |
| Nói      | Vấn đáp với giám khảo về những chủ đề và tình huống khác nhau                 | 15 phút           | 10 điểm |
| Viết     | Viết chính tả (điền vào chỗ trống), viết một bức thư/e-mail, viết theo chủ đề | 60 phút           | 10 điểm |

## Quy đổi điểm sang các bậc năng lực
Mỗi kỹ năng được đánh giá theo thang điểm 10, điểm trung bình của 4 kỹ năng được dùng để xác định bậc năng lực sử dụng tiếng Việt. Thí sinh đạt 0 điểm của 1 trong 4 kỹ năng thì đánh giá là không đạt.
| Khung năng lực tiếng Việt | Khung năng lực tiếng Việt | Khung năng lực tiếng Việt | Điểm      | Khung tham chiếu châu Âu CEFR |
| Sơ cấp (A)                | Bậc 1                     | Đã học xong 160 tiết      | 1,0 -1,5  | A1                            |
| Sơ cấp (A)                | Bậc 2                     | Đã học xong 320 tiết      | 2,0 - 3,5 | A2                            |
| Trung cấp (B)             | Bậc 3                     | Đã học xong 480 tiết      | 4,0 - 5,5 | B1                            |
| Trung cấp (B)             | Bậc 4                     | Đã học xong 640 tiết      | 6,0 - 7,0 | B2                            |
| Cao cấp (C)               | Bậc 5                     | Đã học xong 720 tiết      | 7,5 - 8,5 | C1                            |
| Cao cấp (C)               | Bậc 6                     | Đã học xong 800 tiết      | 9,0 - 10  | C2                            |

## Kỳ thi tương tự
VINATEST là Hệ thống kiểm tra, đánh giá năng lực tiếng Việt  được Trường Đại học Hà Nội thiết kế theo chuẩn tiếng Việt cho người nước ngoài. Hệ thống gồm 03 trình độ A, B, C. Mục tiêu của VINATEST là giúp cho người nước ngoài học tiếng Việt có thể đánh giá trình độ, kỹ năng sử dụng tiếng Việt sau mỗi lần kiểm tra.
VIETEST là Hệ thống đánh giá năng lực tiếng Việt cho người nước ngoài là Bộ tiêu chuẩn và đề thi đánh giá năng lực tiếng Việt cho học viên nước ngoài: Đánh giá toàn diện và khách quan hơn do Trường đại học khoa học Khoa học xã hội và nhân văn - Đại học quốc gia Hà Nội xây dựng.